# Go-Sakuramachi
Go-Sakuramachi (後桜町, 23 de setembro de 1740 – 24 de dezembro de 1813), nascida como Toshiko (智子), foi a 117º Imperatriz do Japão, de acordo com lista tradicional de sucessão, de 1762 até sua abdicação em 1771, tendo sido a oitava e última mulher a ter ocupado o trono como imperatriz reinante.